# نهاية رجل شجاع (رواية)
نهاية رجل شجاع رواية للكاتب السوري حنا مينه، صدرت عام 1989. تم إنتاج مسلسل بنفس عنوان وقصة الرواية مع اختلافات بسيطة في القصتين، من بطولة أيمن زيدان بدور مفيد الوحش، إخراج نجدة إسماعيل أنزور.

## عن الرواية
استخدم حنّا مينه شخصية (مفيد) للدلالة على تناقضات النفس البشرية، والصراع بين الخير والشر داخلها، ومفيد ليس إلا مثالًا أراد مينه أن يوصلَ من خلاله رأيه حول هذا الصراع الذي يمثّل بدوره طبيعة من طبائع البشر، فشخصية مفيد البسيطة تدفعه مع قلّة إدراكه وفهمه إلى الدخول في صراعات أكبر منه، بالتزامن مع اندفاعه غير المدروس وتمسكه برأيه دون تفكير مسبق، وهذه الطبيعة تتغلب على إرادة الإنسان في بعض الأحيان.

### قصة الرواية
تسرد الرواية حكاية مفيد. تربى مفيد على يد والده الذي كان يعمل فلاحاً، وكان يعامله بعنف بهدف تربية صحيحة، إلّا أن هذا العنف تحول إلى الابن، فأقدم مفيد وهو في سن الثانية عشر على قطع ذنب حمار، مما أثار حنق أهل القرية عليه، وصار لقبه (مفيد الوحش)، لأجل هذا ربطه والده بحبل إلى جذع شجرة وضربه أمام أهل القرية، وانعكس هذا التصرف على الفتى المسكين، فاضطر لمغادرة أهله وجيرانه وقريته ولم يعد إليها.
مع مجيء الاحتلال الفرنسي إلى وطنه (سوريا)، سجنه الفرنسيون لمدة عامين وذلك بعد شجاره معهم، وقد تركت هذه الحادثة أثرها في نفسه، فخرج من السجن رجلاً أخر، رجلاً يفهم معنى الحياة، بعد خروجه يتزوج من (لبيبة) ويعمل في صيد الأسماك في مرفأ اللاذقية، وبسبب قوته البدنية وشجاعته كان سكانها يحسبون له ألف حساب، فرغم كل شيء بقيت نزعة العنف في داخله، وخاض العديد من المشاكل والشجارات، ليأتي اليوم الذي يعود فيه إلى السجن مدة خمس سنوات، ثم أصابه مرض السكر هناك، واضطر الأطباء إلى بتر ساقه، ليخرج رجلاً آخر، مليء بالكأبة ولا يحلم سوى بامتلاك ساقين صناعيين ليعود إلى الحياة، صديق قديم له وقف إلى جانبه في محنته وأعاد إليه الأمل وعاد (مفيد) للعمل.
في إحدى الأيام صادفه عدو قديم كان معه في المرفأ، فتشجارا، مما دفع الشرطة إلى إيقافه وقطع أحلامه قبل أن تتحقق، وهنا عادت نزعة العنف واللاوعي عند مفيد فقتل رجلاً، ومن ثم انتحر، بعد أن وجد أن لا معنى لحياته.

## شخصيات الرواية
- عبّود: رجل مسن يملك حمارًا، يبيع الخضار في بانياس، اعتقد أن حماره سيموت بعد قطع ذنبه لكنه نجا.
- إبراهيم المغضوب: والد مفيد، رجل ضخم وقاسي، يحب الأرض ويعمل في معصرة الزيتون. تبرأ من مفيد بسبب تصرفاته السيئة.
- ريما الحنش: والدة مفيد، طيبة وحنونة، لكن عاجزة عن حماية مفيد من عقاب زوجها، كانت تعاني من قسوة الأب.
- الأستاذ شعبان: معلم مفيد، طويل ونحيل، كان يكره مفيد المدرسة ويستغله لأداء مهام غير تعليمية.
- غنّوم: رجل من القرية بينه وبين والد مفيد عداوة قديمة، حاول استغلال عبّود للانتقام من والد مفيد.
- المختار: رجل قاسي، يسرع في اتخاذ قراراته وعاقب مفيد بشدة بسبب قطع ذنب الحمار.
- إبراهيم الشنكل: رجل فقير يبيع الخضار، يعمل بجد طوال العام، كان معارضًا للحكومة الفرنسية.
- عبدوش: شاب عصبي من القرية، ساعد مفيد وبدأ العمل في فرن، ثم تركه وسافر إلى اليونان.
- المعلّم مبروك: صاحب الفرن الذي عمل فيه مفيد.
- لبيبة الشقرق: امرأة تابعت على يد مفيد، عملت في شركة الريجي وتزوجت من مفيد لاحقًا.
- عبد الجليل: سجين سياسي، صديق مفيد في السجن، نصحه بعدة نصائح لتجنب المشكلات.
- الأستاذ ماهر: محامٍ قدم نصائح لمفيد حول كيفية تحسين حياته.
- الرّيّس بكري الغطاس: صاحب مركب صيد عمل معه مفيد بعد خروجه من السجن.
- حليش: رجل لص، يسرق مع عبدوش ومفيد، شخص خبيث وذو ماضٍ مؤلم.
- زلقوط: يعمل في الميناء، ينقل الأخبار من أجل كسب رضا العجوز.
- المعلّم رضا: معلم محترم في الميناء، يساعد العجوز في إدارة الأمور.
- برهوم: رجل موثوق به، يعزز أفكار الحرية في الميناء.
- حسن الدّفش: رئيس وردية، يتعاطى الحشيش، وكان من المطالبين بنقابة للعمال.
- يوسف البطحيش: رئيس فرقة في الميناء، عدو للمعلّم رضا، حاول قتل مفيد عدة مرات.
- خربوط: ماسح أحذية، يتعاطى الكيف ويبيع الممنوعات، نقل أخبار عن يوسف البطحيش لمفيد.
- الرّقيب زريق: ضابط في الضابطة الجمركية، قتلته مفيد في النهاية.
- العجوز: رجل قاسي يحكم الميناء، يفرض الفساد ويفرق بين العمال لمصلحته.
- مفيد: بطل القصة، شاب شقي وبدني، عاش حياة متشردة بسبب طرده من قريته بسبب تصرفاته السيئة. دخل السجن عدة مرات وحاول التحسين ولكن واجه العديد من العقبات. في النهاية قتل الرقيب زريق وانتحر بعد ذلك.[5]

شخصيات هامشية: أخوة مفيد، رفاقه في المدرسة، رجال الدرك، الفلاحين، سجناء، رجال البريفوتة، وغيرهم.
- حمّود: خادم العجوز الذي أخذ مفيد لرؤية حليش بعد مقتله.
- جنيد: ملاحظ الباخرة، يدير توزيع العمال في العنابر.
- محمّد القرش وجمعة: عمّال شرفاء حاولوا توعية مفيد.
- الفاروسي: رجل صريح من عمّال المعلّم رضا.
- مصطفى الدّق: سجين يعمل في السجن.
- راتب: عامل في الباخرة، تعرض لظلم العجوز بعد قطع رجله.
- نجّود: حاول قتل مفيد بناءً على تحريض يوسف البطحيش.
- خالد مرعي: طبيب فحص مفيد وطلب تحليل للدم.
- مختار المدينة: ظهر في نهاية الرواية مع الرقيب زريق لتفتيش منزل مفيد.[5]

## قضايا تعالجها الرواية

### قضايا سياسية:
1. غياب النظام السياسي: تنتقد الرواية بشدة غياب النظام السياسي الفاعل في الدولة، حيث يظهر النظام كغائب أو مغيب بفعل الاحتلال الفرنسي الذي كان يهيمن على سوريا في تلك الفترة. هذا النظام لا يستطيع حماية مواطنيه من العنف الذي يمارسه العالم السفلي في الميناء، حيث يتم القتل دون عقاب ولا تستطيع الشرطة التدخل في تلك الأحياء.
2. مقاومة الاحتلال الفرنسي: تُظهر الرواية أن المقاومة ضد الاحتلال الفرنسي لا تقتصر على المعارك المسلحة مثل معركة البريفوتة، بل تتضمن أيضًا المقاومة الفكرية مثل ما فعله إبراهيم الشنكل بنشر الأفكار بين المواطنين (المقاومة بالكلمات).

### قضايا اجتماعية:
1. التدهور الاجتماعي: تعالج الرواية مجموعة من القضايا الاجتماعية السلبية المتفشية في المجتمع، مثل الزنى، اللواط، السرقة، القتل، المؤامرات والدسائس، واضطهاد العمال البسطاء. وتُظهر كيف أن هؤلاء الأشخاص في الغالب يعانون من ظروف حياتية قاسية، كالتشرد أو نشوءهم في بيئات مفككة. مثلًا، يضطر بعض الغلمان مثل حليش وخربوط للجوء إلى اللواط كمصدر للعيش بسبب تشرّدهم.
2. التعامل مع الفئات المهمشة: الرواية تتناول حياة لبيبة التي كانت تمارس البغاء بسبب الظروف التي مرّت بها، لكنها بعد أن وقعت في حب مفيد، تترك مهنتها وتظهر جوانب إنسانية إيجابية فيها. في هذا السياق، يُظهر الكاتب كيف أن المحبة والاحترام يمكن أن تغير حياة الشخص.
3. العمال وحقوقهم: تسلط الرواية الضوء على طبقة العمال البسطاء، وتحث على توعيتهم بحقوقهم المهدورة. يتم التأكيد على أهمية توحيدهم في نقابات تدافع عن مصالحهم.
4. التوجه نحو علم الغيب: يستعرض الكاتب محاولة بعض الشخصيات، مثل مفيد، الاطلاع على علم الغيب من خلال ممارسات غير عقلانية مثل قراءة الأوراق.
5. صراع البقاء: تظهر الرواية صراع القوي ضد الضعيف، حيث يضطهد العجوز العمال ويسلبهم حقوقهم، بينما اللصوص الكبار يستغلون اللصوص الصغار. هذا يُجسد بشكل ملموس القوانين الاجتماعية القاسية التي تحكم الميناء.
6. التربية وتأثيرها على الشخصية: الرواية تتناول أيضًا تأثير التربية البيئية (سواء في البيت أو المدرسة) على بناء شخصية الفرد. تسلط الضوء على كيفية تأثير الأسرة والمدرسة في تشكيل شخصية الأفراد، وتوضح الدور الهام لهذه المؤسسات في تقديم الدعم السلوكي والنفسي.
7. حياة السجون: تُظهر الرواية الحياة القاسية في السجون وعدم نظافتها، كما تشير إلى معاناة السجناء في المطالبة بحقوقهم، مثلما حدث مع السجناء الذين اكتشفوا فأرة في طعامهم. هناك أيضًا تمييز بين السجناء السياسيين والسجناء العاديين، ويحافظ السجناء السياسيون على عزلة عن الآخرين لكي لا يتأثروا سلوكيًا.
8. دعم أصحاب العاهات: يطرح الكاتب قضية دعم الأشخاص ذوي الإعاقة ودمجهم في المجتمع من خلال العمل، ويشجعهم على عدم الاستسلام لليأس أو الأمراض التي قد تدمّر حياتهم.
9. استسلام المرأة: تعرض الرواية أيضًا حالة استسلام المرأة الشرقية لزوجها ولعائلتها، مثلما يظهر في شخصية أم مفيد التي تطيع زوجها بالرغم من غضبه، ولبيبة التي تخفي هويتها الحقيقية خوفًا من عواقب ممارستها للبغاء على سمعتها وعلاقتها بعائلتها.[5]

## اللغة في الرواية
اللغة في رواية نهاية رجل شجاع تتميز بالعديد من الخصائص التي تساهم في بناء شخصياتها وأجوائها:
1. اللغة الفصيحة: السرد في الرواية غالبًا ما يتم بلغة فصيحة، وتستخدم الشخصية الرئيسية، مفيد الوحش، ضمير المتكلم في رواية أحداثه، مما يخلق تفاعلًا مباشرًا مع القارئ. في الجزء الأخير من الرواية، ينتقل السرد إلى لبيبة الشقرق التي تبدأ بسرد الأحداث من منظورها.
2. اللغة في الحوارات: تتنوع لغة الحوارات في الرواية بين الفصحى والعامية:
  - اللغة الفصيحة: تظهر في الحوارات بين الشخصيات المتعلمة أو التي تحاول الحفاظ على بعض من آداب الحوار مثل: عبد الجليل ومفيد، والأستاذ ماهر ومفيد، وبرهوم ومفيد.
  - اللغة العامية والنابية: تتسم الحوارات بين الشخصيات مثل مفيد وعبدوش، ومفيد وحليش، ومفيد وزلقوط بالكلمات النابية واللغة العامية التي تعكس المستويات الاجتماعية المتدنية لهذه الشخصيات، مثل: عبدوش وخربوط الذين نشأوا في بيئات غير مستقرة.
3. توظيف الأمثال الشعبية: يتم استخدام الأمثال الشعبية بشكل متكرر في الرواية لتوضيح المواقف أو الأفكار. بعضها يعكس حكمة الحياة الشعبية أو يضيف لمسة كوميدية أو فلسفية، مثل "لا في العيد ولا في النظير" و"دود الخلّ منه وفيه".
4. توظيف كلمات غريبة وغير عربية: تضم الرواية بعض الكلمات غير العربية مثل: "يوق" (التركية بمعنى "لا يوجد") و"بلفه" (أجنبية بمعنى خدعة) و"استيفادور" (عاملة تكديس البضاعة).
5. توظيف معجم العاشقين: لغة الحب بين لبيبة ومفيد تتسم بالكلمات الرومانسية والعاطفية التي تنبع من علاقة بين شخصين رغم اختلاف طباعهما. العبارات مثل "حبيبي" و"سأموت في حضنك" و"رجل وامرأة في بيت واحد" تضفي على الرواية أبعادًا إنسانية وعاطفية.
6. اللغة المحكية: تشمل العديد من الكلمات الشائعة بين الشخصيات الشعبية، مثل "نسكّر بوزنا" و"طز فيك" و"على الحديدة" (أي مفلس). تعكس هذه العبارات البيئة التي نشأت فيها الشخصيات وتساهم في رسم صورة دقيقة للحياة في الميناء.
7. توظيف معجم الكلمات البذيئة: تنبثق الكلمات البذيئة والنابية في حوارات شخصيات مثل حليش وعبدوش ومفيد وزلقوط، وهي تظهر بشكل مكثف في الرواية بسبب خلفياتهم الاجتماعية السيئة والمشاعر العميقة بالاحتقار والغضب.[5]

## اقتباسات من الرواية
- "إنني أتساءل بعد أن كبرت، لماذا ينشأ سوء التفاهم بين البشر بسبب تافه؟ لو أنهم ترووا قليلاً، وحاول كل طرف أن يتفهم وجهة نظر الطرف الآخر، لعاش الناس في محبة ووئام".
- "أعرف أنني أسبح، كما هي عادتي، ضد الموج، سبحت كلّ حياتي، ضد الموج، ولا فائدة من الكلام أو النصائح".
- "وغدًا، حين أموت، أموت مرتاحًا، لأنني كنت شجاعًا. المرض يقضي عليّ. قضى عليّ وانتهى الأمر. لم يبق مني شيء، ولا آسف. على شيء. لكنّ مخلوقًا في هذا الوجود لا يمكن أن ينكر أنني كنت شجاعًا، وسأبقى شجاعًا، أنظر في عيني الموت ولا أخاف". 
- "لكن الحياة لا تقف. الشمس كل يوم تشرق وتغرب. دولاب الزمن شغّال. كل شيء يتبدّل. وستتبدل الحياة نفسها، لكنها لا تتبدّل هكذا، من تلقاء نفسها، نحن الذين نبدّلها".
- "من قال إن المدرسة تعلّم الناس؟ هذا كذب. الناس يعلّمون الناس. خرجت من المدرسة حمارّا كما دخلتها. لم أكتسب علمًا ولا خبرة. الحياة هي التي تولّت تعليمي، وبقدر ما كنت في المدرسة غبيًا، شقيًا، حيوانًا، بقدر ما صرت في مدرسة الحياة نبيهًا، ذكيًا، فالحّا، أفيد من كل تجربة أمرّ بها، وأحفظ كلّ درس أتلقّاه. تعلّمت وأنا أجير فرن في بانياس، وتعلّمت في سجن اللاذقية، وسجن حلب، وأتقنت فن الصيد وأنا صيّاد على مركب الريّس بكري الغطّاس، وها أنا أتعلّم في مقهى الميناء أشياء، وغدًا أتعلّم في الميناء نفسها أشياء أخرى".